# Eupelmus scarabaei
Eupelmus scarabaei är en stekelart som beskrevs av Girault 1938. Eupelmus scarabaei ingår i släktet Eupelmus och familjen hoppglanssteklar. Inga underarter finns listade i Catalogue of Life.